# Ошмес
Ошме́с (Родник) — республиканская общественно-политическая газета на удмуртском языке, издающаяся в Башкортостане с 1999 года (учреждена 30 июня 1999 года при содействии Р. Б. Галямшина). Газета освещает общественно-политические события, происходящие в республике, а также публикует материалы по истории и культуре удмуртов. Учредителем газеты является Кабинет министров Башкортостана. Распространяется также и за пределами Башкортостана: в Удмуртии, Пермском крае, Свердловской и Челябинской областях.
Газета выходит 1 раз в неделю на 4 полосах формата А3. Тираж — 2000 экземпляров.
Материалы газеты является важным источником для изучения диалектов удмуртского языка, распространённых в Башкортостане.
Газета проводит кубок по волейболу среди учащихся школ Башкортостана.